# 李乞豆
李乞豆（?—?），南北朝時期北魏官员，祖籍隴西，是唐朝開國皇帝李淵叔祖父，太祖李虎的三弟。
北魏幢主李天錫，字德真。生有三子：長子李起头，次子李虎，三子李乞豆。李乞豆在北魏担任定州（今河北省定州市）刺史。生子李貞。他的后代在唐朝建立的宗室房叫做定州刺史房。

## 后代
- 李貞，開化郡公、北周秦州、河州、渭州三州刺史[1]
  - 李慧，襲公爵，北周申州、衛州二州刺史
    - 李世文，隋永嘉郡守，唐赠会稽郡王
      - 李道恩，交州大都督、會稽郡王
        - 李通，沛县令
          - 李连城，虢州参军
          - 李桓山

      - 李氏，嫁刘孝节

    - 李世都，濟南鼎公、隆州刺史
      - 李上善，尚輦直長
        - 李某
          - 李延之，右衛將軍
            - 李自由

      - 李靈夔，一作李靈龜，嗣楚王，出繼李智雲
        - 李福嗣，楚国公、右威衛將軍[2]
          - 李承业
          - 李承況，右羽林將軍
            - 李孝嵩，襄州汉津府折冲都尉
              - 李迅，柱国、江陵府少尹

            - 李孝允，兵部员外郎
              - 李怀懋，太常博士
                - 李兆熙，义成军节度支使

              - 李怀虑，都水使者
                - 李澜，司勋郎中
                  - 李正直，瀛州司马
                    - 李行诩，天德军都防御团练使，赠楚国公
                      - 李促，麟州团练副使
                      - 李偁，盩厔县令

                    - 李行谐，职方员外郎
                      - 李傅，静难军兵马钤辖使
                        - 李彦推，后唐寰州刺史
                          - 李镔，辽浑源县令

                    - 李行諠，凤翔府少尹

                - 李汧，进士

    - 李普定，西平王
      - 李玄崱，鄜州長史
        - 李元明，资阳县令
          - 李颉，汴州司仓参军员外置同正员
            - 李镇，亳州司户参军

    - 李世武，北平公
      - 李某
        - 李濟

      - 李思遠，主爵郎中
        - 李濬，益州都督府長史
          - 李麟，同中书门下三品
            - 李全，登封县令
            - 李登，漳州刺史
              - 李琏
              - 李瓘
              - 李某

  - 李济，隋开府仪同三司、军器大监、吉阳县开国公
    - 李世壽，名安，交州刺史、遂安郡王
      - 李仲遠，光州刺史
        - 李道和，左清道率
          - 李茂初，河州刺史
            - 李延安
              - 李殷，衡阳县尉
                - 李氏，杜佑妻

      - 李義（李义揔），怀远郡公、左威衛將軍[3]
        - 李仁泰，龙源府左果毅都尉
        - 李仁献，彭原郡司士参军
          - 李某
          - 李诚初，安化郡都督府仓曹
            - 李环

  - 李泠，郇國公
    - 李義羅
    - 李滿才
      - 李某
        - 李某
          - 李某
            - 李嵷
              - 李直方，大理少卿
              - 李君房
- 李文，开化郡王

另有后人乐安郡太守李少知，世系不明。